# Rio de Janeiro (stat)

Rio de Janeiro (AFI [ˈhiu dʒi ʒʌˈnejɾu], numele însemnând „râu de ianuarie”) este una dintre cele 27 de unități federative ale Braziliei. Capitala statului este orașul cu același nume. Se învecinează cu Espírito Santo la nord, Minas Gerais la nord-est și São Paulo la est. La sud și vest are ieșire la Oceanul Atlantic. 
Rio de Janeiro are o suprafață de 43.750,425 km² și este împărțit în 92 de municipii, 14 regiões geográficas imediatas, 5 regiões geográficas intermediárias și 8 regiões de governo.

## Municipiile și regiunile statului Rio de Janeiro
| Municipiu                     | Região Geográfica Imediata                                | Região Geográfica Intermediária                                       | Região de Governo              |
| ----------------------------- | --------------------------------------------------------- | --------------------------------------------------------------------- | ------------------------------ |
| Angra dos Reis                | Região Geográfica Imediata de Angra dos Reis              | Região Geográfica Intermediária do Rio de Janeiro                     | Região da Costa Verde          |
| Aperibé                       | Região Geográfica Imediata de Santo Antônio de Pádua      | Região Geográfica Intermediária de Campos dos Goytacazes              | Região Noroeste Fluminense     |
| Araruama                      | Região Geográfica Imediata de Cabo Frio                   | Região Geográfica Intermediária de Macaé - Rio das Ostras - Cabo Frio | Região das Baixadas Litorâneas |
| Areal                         | Região Geográfica Imediata de Petrópolis                  | Região Geográfica Intermediária de Petrópolis                         | Região Centro-Sul Fluminense   |
| Armação dos Búzios            | Região Geográfica Imediata de Cabo Frio                   | Região Geográfica Intermediária de Macaé - Rio das Ostras - Cabo Frio | Região das Baixadas Litorâneas |
| Arraial do Cabo               | Região Geográfica Imediata de Cabo Frio                   | Região Geográfica Intermediária de Macaé - Rio das Ostras - Cabo Frio | Região das Baixadas Litorâneas |
| Barra do Piraí                | Região Geográfica Imediata de Volta Redonda - Barra Mansa | Região Geográfica Intermediária de Volta Redonda - Barra Mansa        | Região do Médio Paraíba        |
| Barra Mansa                   | Região Geográfica Imediata de Volta Redonda - Barra Mansa | Região Geográfica Intermediária de Volta Redonda - Barra Mansa        | Região do Médio Paraíba        |
| Belford Roxo                  | Região Geográfica Imediata do Rio de Janeiro              | Região Geográfica Intermediária do Rio de Janeiro                     | Região Metropolitana           |
| Bom Jardim                    | Região Geográfica Imediata de Nova Friburgo               | Região Geográfica Intermediária de Petrópolis                         | Região Serrana                 |
| Bom Jesus do Itabapoana       | Região Geográfica Imediata de Itaperuna                   | Região Geográfica Intermediária de Campos dos Goytacazes              | Região Norte Fluminense        |
| Cabo Frio                     | Região Geográfica Imediata de Cabo Frio                   | Região Geográfica Intermediária de Macaé - Rio das Ostras - Cabo Frio | Região das Baixadas Litorâneas |
| Cachoeiras de Macacu          | Região Geográfica Imediata de Rio Bonito                  | Região Geográfica Intermediária do Rio de Janeiro                     | Região Metropolitana           |
| Cambuci                       | Região Geográfica Imediata de Santo Antônio de Pádua      | Região Geográfica Intermediária de Campos dos Goytacazes              | Região Noroeste Fluminense     |
| Campos dos Goytacazes         | Região Geográfica Imediata de Campos dos Goytacazes       | Região Geográfica Intermediária de Campos dos Goytacazes              | Região Norte Fluminense        |
| Cantagalo                     | Região Geográfica Imediata de Nova Friburgo               | Região Geográfica Intermediária de Petrópolis                         | Região Serrana                 |
| Carapebus                     | Região Geográfica Imediata de Macaé - Rio das Ostras      | Região Geográfica Intermediária de Macaé - Rio das Ostras - Cabo Frio | Região Norte Fluminense        |
| Cardoso Moreira               | Região Geográfica Imediata de Campos dos Goytacazes       | Região Geográfica Intermediária de Campos dos Goytacazes              | Região Norte Fluminense        |
| Carmo                         | Região Geográfica Imediata de Nova Friburgo               | Região Geográfica Intermediária de Petrópolis                         | Região Serrana                 |
| Casimiro de Abreu             | Região Geográfica Imediata de Macaé - Rio das Ostras      | Região Geográfica Intermediária de Macaé - Rio das Ostras - Cabo Frio | Região das Baixadas Litorâneas |
| Comendador Levy Gasparian     | Região Geográfica Imediata de Três Rios - Paraíba do Sul  | Região Geográfica Intermediária de Petrópolis                         | Região Centro-Sul Fluminense   |
| Conceição de Macabu           | Região Geográfica Imediata de Macaé - Rio das Ostras      | Região Geográfica Intermediária de Macaé - Rio das Ostras - Cabo Frio | Região Norte Fluminense        |
| Cordeiro                      | Região Geográfica Imediata de Nova Friburgo               | Região Geográfica Intermediária de Petrópolis                         | Região Serrana                 |
| Duas Barras                   | Região Geográfica Imediata de Nova Friburgo               | Região Geográfica Intermediária de Petrópolis                         | Região Serrana                 |
| Duque de Caxias               | Região Geográfica Imediata do Rio de Janeiro              | Região Geográfica Intermediária do Rio de Janeiro                     | Região Metropolitana           |
| Engenheiro Paulo de Frontin   | Região Geográfica Imediata de Volta Redonda - Barra Mansa | Região Geográfica Intermediária de Volta Redonda - Barra Mansa        | Região Centro-Sul Fluminense   |
| Guapimirim                    | Região Geográfica Imediata do Rio de Janeiro              | Região Geográfica Intermediária do Rio de Janeiro                     | Região Metropolitana           |
| Iguaba Grande                 | Região Geográfica Imediata de Cabo Frio                   | Região Geográfica Intermediária de Macaé - Rio das Ostras - Cabo Frio | Região das Baixadas Litorâneas |
| Itaboraí                      | Região Geográfica Imediata do Rio de Janeiro              | Região Geográfica Intermediária do Rio de Janeiro                     | Região Metropolitana           |
| Itaguaí                       | Região Geográfica Imediata do Rio de Janeiro              | Região Geográfica Intermediária do Rio de Janeiro                     | Região Metropolitana           |
| Italva                        | Região Geográfica Imediata de Campos dos Goytacazes       | Região Geográfica Intermediária de Campos dos Goytacazes              | Região Noroeste Fluminense     |
| Itaocara                      | Região Geográfica Imediata de Santo Antônio de Pádua      | Região Geográfica Intermediária de Campos dos Goytacazes              | Região Noroeste Fluminense     |
| Itaperuna                     | Região Geográfica Imediata de Itaperuna                   | Região Geográfica Intermediária de Campos dos Goytacazes              | Região Noroeste Fluminense     |
| Itatiaia                      | Região Geográfica Imediata de Resende                     | Região Geográfica Intermediária de Volta Redonda - Barra Mansa        | Região do Médio Paraíba        |
| Japeri                        | Região Geográfica Imediata do Rio de Janeiro              | Região Geográfica Intermediária do Rio de Janeiro                     | Região Metropolitana           |
| Laje do Muriaé                | Região Geográfica Imediata de Itaperuna                   | Região Geográfica Intermediária de Campos dos Goytacazes              | Região Noroeste Fluminense     |
| Macaé                         | Região Geográfica Imediata de Macaé - Rio das Ostras      | Região Geográfica Intermediária de Macaé - Rio das Ostras - Cabo Frio | Região Norte Fluminense        |
| Macuco                        | Região Geográfica Imediata de Nova Friburgo               | Região Geográfica Intermediária de Petrópolis                         | Região Serrana                 |
| Magé                          | Região Geográfica Imediata do Rio de Janeiro              | Região Geográfica Intermediária do Rio de Janeiro                     | Região Metropolitana           |
| Mangaratiba                   | Região Geográfica Imediata do Rio de Janeiro              | Região Geográfica Intermediária do Rio de Janeiro                     | Região da Costa Verde          |
| Maricá                        | Região Geográfica Imediata do Rio de Janeiro              | Região Geográfica Intermediária do Rio de Janeiro                     | Região Metropolitana           |
| Mendes                        | Região Geográfica Imediata de Volta Redonda - Barra Mansa | Região Geográfica Intermediária de Volta Redonda - Barra Mansa        | Região Centro-Sul Fluminense   |
| Mesquita                      | Região Geográfica Imediata do Rio de Janeiro              | Região Geográfica Intermediária do Rio de Janeiro                     | Região Metropolitana           |
| Miguel Pereira                | Região Geográfica Imediata de Valença                     | Região Geográfica Intermediária de Volta Redonda - Barra Mansa        | Região Centro-Sul Fluminense   |
| Miracema                      | Região Geográfica Imediata de Santo Antônio de Pádua      | Região Geográfica Intermediária de Campos dos Goytacazes              | Região Noroeste Fluminense     |
| Natividade                    | Região Geográfica Imediata de Itaperuna                   | Região Geográfica Intermediária de Campos dos Goytacazes              | Região Noroeste Fluminense     |
| Nilópolis                     | Região Geográfica Imediata do Rio de Janeiro              | Região Geográfica Intermediária do Rio de Janeiro                     | Região Metropolitana           |
| Niterói                       | Região Geográfica Imediata do Rio de Janeiro              | Região Geográfica Intermediária do Rio de Janeiro                     | Região Metropolitana           |
| Nova Friburgo                 | Região Geográfica Imediata de Nova Friburgo               | Região Geográfica Intermediária de Petrópolis                         | Região Serrana                 |
| Nova Iguaçu                   | Região Geográfica Imediata do Rio de Janeiro              | Região Geográfica Intermediária do Rio de Janeiro                     | Região Metropolitana           |
| Paracambi                     | Região Geográfica Imediata do Rio de Janeiro              | Região Geográfica Intermediária do Rio de Janeiro                     | Região Metropolitana           |
| Paraíba do Sul                | Região Geográfica Imediata de Três Rios - Paraíba do Sul  | Região Geográfica Intermediária de Petrópolis                         | Região do Médio Paraíba        |
| Paraty                        | Região Geográfica Imediata de Angra dos Reis              | Região Geográfica Intermediária do Rio de Janeiro                     | Região da Costa Verde          |
| Paty do Alferes               | Região Geográfica Imediata de Valença                     | Região Geográfica Intermediária de Volta Redonda - Barra Mansa        | Região do Médio Paraíba        |
| Petrópolis                    | Região Geográfica Imediata de Petrópolis                  | Região Geográfica Intermediária de Petrópolis                         | Região Serrana                 |
| Pinheiral                     | Região Geográfica Imediata de Volta Redonda - Barra Mansa | Região Geográfica Intermediária de Volta Redonda - Barra Mansa        | Região do Médio Paraíba        |
| Piraí                         | Região Geográfica Imediata de Volta Redonda - Barra Mansa | Região Geográfica Intermediária de Volta Redonda - Barra Mansa        | Região do Médio Paraíba        |
| Porciúncula                   | Região Geográfica Imediata de Itaperuna                   | Região Geográfica Intermediária de Campos dos Goytacazes              | Região Noroeste Fluminense     |
| Porto Real                    | Região Geográfica Imediata de Resende                     | Região Geográfica Intermediária de Volta Redonda - Barra Mansa        | Região do Médio Paraíba        |
| Quatis                        | Região Geográfica Imediata de Resende                     | Região Geográfica Intermediária de Volta Redonda - Barra Mansa        | Região do Médio Paraíba        |
| Queimados                     | Região Geográfica Imediata do Rio de Janeiro              | Região Geográfica Intermediária do Rio de Janeiro                     | Região Metropolitana           |
| Quissamã                      | Região Geográfica Imediata de Macaé - Rio das Ostras      | Região Geográfica Intermediária de Macaé - Rio das Ostras - Cabo Frio | Região Norte Fluminense        |
| Resende                       | Região Geográfica Imediata de Resende                     | Região Geográfica Intermediária de Volta Redonda - Barra Mansa        | Região do Médio Paraíba        |
| Rio Bonito                    | Região Geográfica Imediata de Rio Bonito                  | Região Geográfica Intermediária do Rio de Janeiro                     | Região Metropolitana           |
| Rio Claro                     | Região Geográfica Imediata de Volta Redonda - Barra Mansa | Região Geográfica Intermediária de Volta Redonda - Barra Mansa        | Região do Médio Paraíba        |
| Rio das Flores                | Região Geográfica Imediata de Valença                     | Região Geográfica Intermediária de Volta Redonda - Barra Mansa        | Região do Médio Paraíba        |
| Rio das Ostras                | Região Geográfica Imediata de Macaé - Rio das Ostras      | Região Geográfica Intermediária de Macaé - Rio das Ostras - Cabo Frio | Região das Baixadas Litorâneas |
| Rio de Janeiro                | Região Geográfica Imediata do Rio de Janeiro              | Região Geográfica Intermediária do Rio de Janeiro                     | Região Metropolitana           |
| Santa Maria Madalena          | Região Geográfica Imediata de Nova Friburgo               | Região Geográfica Intermediária de Petrópolis                         | Região Serrana                 |
| Santo Antônio de Pádua        | Região Geográfica Imediata de Santo Antônio de Pádua      | Região Geográfica Intermediária de Campos dos Goytacazes              | Região Noroeste Fluminense     |
| São Fidélis                   | Região Geográfica Imediata de Campos dos Goytacazes       | Região Geográfica Intermediária de Campos dos Goytacazes              | Região Norte Fluminense        |
| São Francisco de Itabapoana   | Região Geográfica Imediata de Campos dos Goytacazes       | Região Geográfica Intermediária de Campos dos Goytacazes              | Região Norte Fluminense        |
| São Gonçalo                   | Região Geográfica Imediata do Rio de Janeiro              | Região Geográfica Intermediária do Rio de Janeiro                     | Região Metropolitana           |
| São João da Barra             | Região Geográfica Imediata de Campos dos Goytacazes       | Região Geográfica Intermediária de Campos dos Goytacazes              | Região Norte Fluminense        |
| São João de Meriti            | Região Geográfica Imediata do Rio de Janeiro              | Região Geográfica Intermediária do Rio de Janeiro                     | Região Metropolitana           |
| São José de Ubá               | Região Geográfica Imediata de Itaperuna                   | Região Geográfica Intermediária de Campos dos Goytacazes              | Região Noroeste Fluminense     |
| São José do Vale do Rio Preto | Região Geográfica Imediata de Petrópolis                  | Região Geográfica Intermediária de Petrópolis                         | Região Serrana                 |
| São Pedro da Aldeia           | Região Geográfica Imediata de Cabo Frio                   | Região Geográfica Intermediária de Macaé - Rio das Ostras - Cabo Frio | Região das Baixadas Litorâneas |
| São Sebastião do Alto         | Região Geográfica Imediata de Nova Friburgo               | Região Geográfica Intermediária de Petrópolis                         | Região Serrana                 |
| Sapucaia                      | Região Geográfica Imediata de Três Rios - Paraíba do Sul  | Região Geográfica Intermediária de Petrópolis                         | Região Centro-Sul Fluminense   |
| Saquarema                     | Região Geográfica Imediata do Rio de Janeiro              | Região Geográfica Intermediária do Rio de Janeiro                     | Região das Baixadas Litorâneas |
| Seropédica                    | Região Geográfica Imediata do Rio de Janeiro              | Região Geográfica Intermediária do Rio de Janeiro                     | Região Metropolitana           |
| Silva Jardim                  | Região Geográfica Imediata de Rio Bonito                  | Região Geográfica Intermediária do Rio de Janeiro                     | Região das Baixadas Litorâneas |
| Sumidouro                     | Região Geográfica Imediata de Nova Friburgo               | Região Geográfica Intermediária de Petrópolis                         | Região Serrana                 |
| Tanguá                        | Região Geográfica Imediata do Rio de Janeiro              | Região Geográfica Intermediária do Rio de Janeiro                     | Região Metropolitana           |
| Teresópolis                   | Região Geográfica Imediata de Petrópolis                  | Região Geográfica Intermediária de Petrópolis                         | Região Serrana                 |
| Trajano de Moraes             | Região Geográfica Imediata de Nova Friburgo               | Região Geográfica Intermediária de Petrópolis                         | Região Serrana                 |
| Três Rios                     | Região Geográfica Imediata de Três Rios - Paraíba do Sul  | Região Geográfica Intermediária de Petrópolis                         | Região Centro-Sul Fluminense   |
| Valença                       | Região Geográfica Imediata de Valença                     | Região Geográfica Intermediária de Volta Redonda - Barra Mansa        | Região do Médio Paraíba        |
| Varre-Sai                     | Região Geográfica Imediata de Itaperuna                   | Região Geográfica Intermediária de Campos dos Goytacazes              | Região Noroeste Fluminense     |
| Vassouras                     | Região Geográfica Imediata de Valença                     | Região Geográfica Intermediária de Volta Redonda - Barra Mansa        | Região Centro-Sul Fluminense   |
| Volta Redonda                 | Região Geográfica Imediata de Volta Redonda - Barra Mansa | Região Geográfica Intermediária de Volta Redonda - Barra Mansa        | Região do Médio Paraíba        |

## Notă
1. ↑  IBGE Panorama do Estado do Rio de Janeiro, 26 decembrie 2022.
2. ↑  IBGE (pdf) Regiões Geográficas do Estado do Rio de Janeiro, 25 decembrie 2022.
3. ↑  Secretaria de Estado de Fazenda do Rio de Janeiro (pdf) Municípios em Dados, 24 ianuarie 2023.